# 麥康奈爾普萊斯 (加利福尼亞州)
麥康內爾普萊斯（英語：McConnel Place）是位於美國加利福尼亞州埃爾多拉多縣的一個非建制地區。該地的面積和人口皆未知。

## 地理
麥康內爾普萊斯的座標為38°47′49″N 120°26′53″W / 38.79694°N 120.44806°W，而該地的平均海拔高度為1400米（即4593英尺）。